# Jorge Reinel

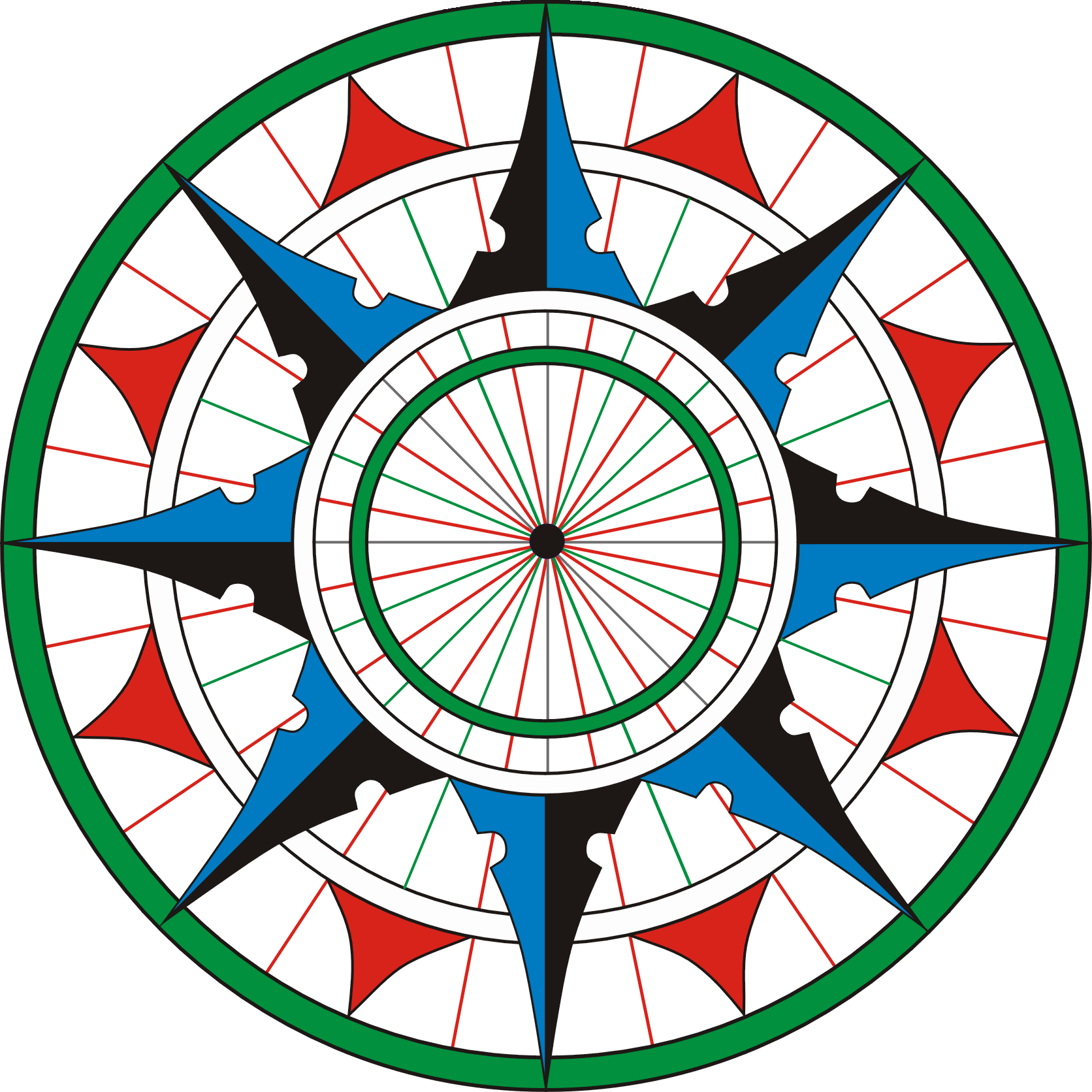
Rosa-dos-ventos de Jorge Reinel

Jorge Reinel (c. 1502 — depois de 1572) foi um cartógrafo português.

## Biografia
Filho de Pedro Reinel, participou nos preparativos para a viagem de Fernão de Magalhães, encontrando-se por esta razão em Sevilha no ano de 1519. 
Foi a esta cidade que o pai o foi buscar, sendo no entanto necessário para a vinda de Jorge que o pai acabasse um planisfério e um globo que o filho se tinha comprometido a fazer. A localização das ilhas Molucas nestes instrumentos de orientação foi a razão da disputa das ditas ilhas entre Portugal e Espanha, dando base à pretensão em que as Molucas estariam localizadas na região conferida a Espanha pelo Tratado de Tordesilhas.
Em Portugal serviu D. João III como mestre de cartas e agulhas de marear (bússolas), tendo-lhe sido outorgada uma pensão anual de 10 mil reais a partir de 1528.

## Obras
- 1510 — carta do Oceano Índico, actualmente na Herzog August Bibliotek, em Wolfenbüttel;
- 1519 — planisfério, desaparecido à época da Segunda Guerra Mundial do Arquivo de Munique;
- 1540 — carta do Oceano Atlântico, actualmente na Bibliteca Nacional em Florença. O seu traçado demonstra o estado do conhecimento geográfico à época, quando o litoral do chamado "Mundo Novo" já era quase que inteiramente conhecido e a questão que se impunha não era mais a do envio de expedições em busca de novas terras, mas a de encontrar maneiras de assegurar a posse das que já se conheciam. Por esse motivo, o autor inseriu pequenas bandeiras nesta carta, com o objetivo de afirmar a soberania portuguesa sobre numerosos trechos do litoral da África e no litoral do nordeste do Brasil, onde se ensaiava a colonização. Encontra-se reproduzido na "Portugaliae Monumenta Cartographica", obra que Armando Cortesão e Avelino Teixeira da Mota organizaram em 1960, nas comemorações do 5º Centenário da morte do Infante D. Henrique.